# Tajine
Cet article possède des paronymes, voir Tajín et El Tajín.
Ne doit pas être confondu avec Tajine tunisien.
Un tajine ou tagine ou tadjine (en arabe : طاجين, au pluriel : طواجن) est tout autant un plat de cuisson et de service, large et peu profond surmonté d'un couvercle conique en terre cuite parfois vernissé, qu'une préparation culinaire de type ragoût cuite dans cet ustensile.
Très répandu dans la cuisine traditionnelle du Maghreb,,, c'est une sorte de ragoût ou mijoté cuit à l'étouffée qui peut être composé d'un mélange de viande, de volaille ou de poisson, de légumes ou de fruits et d'épices et d'huile d'olive. La préparation du tajine, les ingrédients et les épices utilisés diffèrent selon les régions du Maghreb.

## Terminologie et étymologie
Le mot ṭajin, ṭagin ou ṭadjin (au pluriel : ṭwajen ou ṭwadjen) a diverses hypothèses concernant son origine étymologique. Il est souvent présenté comme issu de l'arabe ou du berbère ṭajin طاجين, substantif masculin, tâjîn, et du grec ancien, τήγανον / têganon, « poêle », « plat », « écuelle », « terrine », « tian ».
En arabe marocain, en arabe tunisien et en arabe libyen on le prononce ṭajin tandis que l'orthographe ṭadjin ou ṭağin (retranscription du dj en ğ) est celui de l'accent de l'arabe algérien.
En arabe égyptien il existe un mot ṭâgin (au pluriel ṭawâgin) qui se prononce avec un « g » dur (guttural) et désigne une poêle à frire ou une casserole.
Le tajine ou ragoût maghrébin porte divers noms fonction des régions ou de la manière dont il est préparé, parmi lesquels : dwaz, dwez (douaz, douez)', djwez (djouez) ou djwaz (djouaz), marqa, maraq ou maraqa'' ou encore chtitha''.
Un rapprochement linguistique pourrait être fait entre le mot ṭajin et yakhni en arabe, yahni en turc et yahniya dans les langues balkaniques dont la forme albanaise du mot donne jahni, le ragoût[citation nécessaire].
Le terme ges'a qui désigne en arabe maghrébin l'ustensile permettant de cuisiner les ragoûts peut être rapproché de l'espagnol guiso qui signifie justement ragoût et désigne la variante du ragoût ibérique[citation nécessaire].
Par ailleurs, des plats sucrés à la viande sont appelés tajine ou marqa hluwwa.

## Origine et étymologie

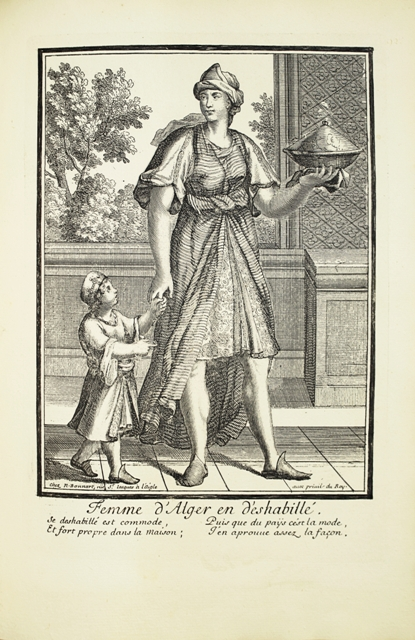
Estampe d'une femme d'Alger portant un tajine - XVIIe siècle.

Le mot tajine désigne simplement le ragoût, quelque chose qui a été préparé à partir d'un ragoût, ou un « ragoût enfourné », d'où l'utilisation du mot aussi bien pour des plats mijotés que des plats enfournés, qui ont été mijotés au préalable.
Répandu dans tous les pays du Maghreb, le tajine ou ragoût maghrébin est une spécialité traditionnelle selon certaines sources d'origine arabe,, et fait remonter l'origine du plat à l'époque de Harun al-Rashid, le cinquième calife abbasside. Le concept de cuisiner à la façon du tajine apparaît notamment dans les célèbres Mille et Une Nuits, une collection d'histoires arabe du IXe siècle,,[source insuffisante], cependant une autre source lui donne une origine autochtone berbère. Selon d'autres sources, le tajine est d'origine marocaine,.
Dans les années 1990, le Dr Vivien Swan a identifié des poteries provenant de divers sites du mur d'Antonin en Écosse, construit par le gouverneur numide de la Grande-Bretagne romaine, Quintus Lollius Urbicus, d'un style nord-africain libyque, l'une d'entre elles étant un plat à gratin qui pourrait avoir été un précurseur du tajine moderne,. Des fragments de tajines ont également été identifiés parmi les céramiques numides dans l'actuelle Tunisie.
Le « tajine » est un nom générique désignant soit un mets culinaire soit un ustensile de cuisine ou les deux, et l'utilisation régionale du mot varie au Maghreb et ailleurs dans le monde arabophone. L'une des utilisations du mot tajine est pour les plats de type ragoût, mijotés dans des récipients de cuisson en argile ou terre cuite. Le couvercle du récipient est parfois conique. Globalement, dans le monde arabe, le mot est utilisé pour décrire un plat de cuisson traditionnel en argile. Le « tajine » désigne en effet à la fois, le récipient de cuisson en terre cuite ainsi que le ragoût fait dans la casserole, voire aussi la casserole elle-même. Ce nom est largement insuffisant pour exprimer la variété des plats dès lors que les ingrédients et les modes de préparation diffèrent, selon les régions et les saisons.

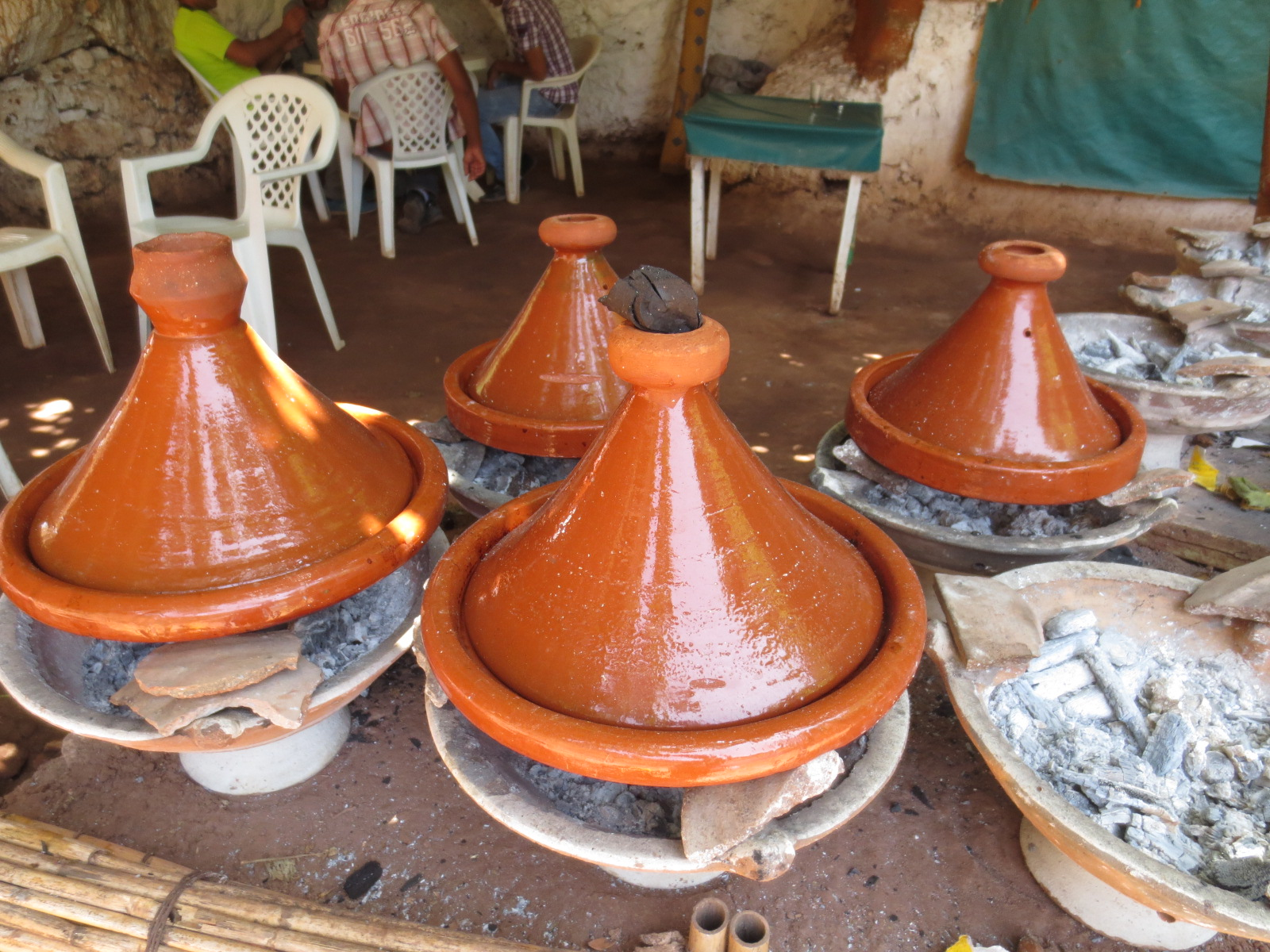
Le tajine marocain en deux parties d'argile rouge

Selon l'historien de l'alimentation juive Gil Marks, le tajine, récipient de cuisson unique en deux parties fait d'argile rouge, serait originaire du Maroc, des montagnes de l'Anti-Atlas notamment de de la ville de Tafraout dans l'Anti-Atlas marocain, il est de nos jours, omniprésent dans tout le pays ainsi qu'en Algérie.

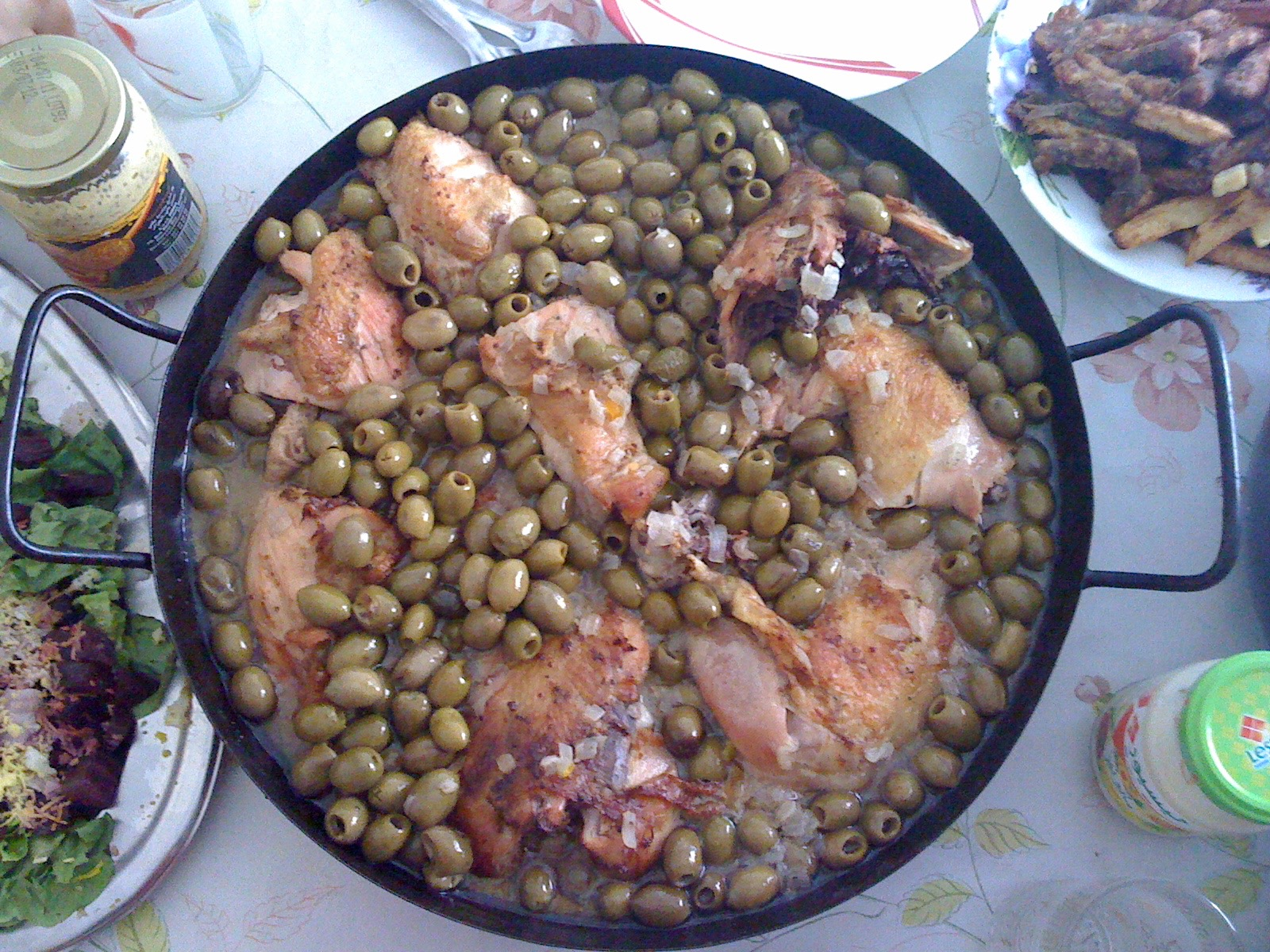
Tajine algérien de poulet aux olives

Les pains appelés khobz tajine sont cuits sur une plaque également appelée « tajine ».
Paul Peyre, linguiste et étymologiste, a mis en exergue la racine commune de tian (tian provençal), mot d'origine provençale, avec tajine, mot d'origine berbère désignant aussi le plat et le mets. On retrouve en effet les consonances t / i-j / n communes d'un côté et de l'autre de la Méditerranée. Le Dictionnaire historique de la langue française-Dictionnaires Le Robert, d'Alain Rey, indique que les mots tian et tajine sont des emprunts, l'un de l'ancien provençal occitan, l'autre au berbère, « issu[s] du grec ancien, têganon […], « poêle à frire », « plat en terre », mot technique sans étymologie connue ».[réf. nécessaire]

## Par région

### Interfrontalier
Au Maroc et en Algérie il existe un tajine aux boulettes de viande hachée ou de poisson haché appelé ṭajin kwerat d lkefta (طاجن كورات د لكفتة) qui prend le nom de ṭadjin dolma (طاجن ضولمة) en Algérie. Les boules de viande hachées peuvent aussi être de la dinde ou du poulet hachés.
La gnaouia aussi dite tajine à l'okra ou tajine aux gombos, est une variante du tajine que l'on retrouve en Tunisie et en Algérie.[réf. nécessaire]

### Algérie
En Algérie, le tajine fait référence à divers pots et casseroles, les plats mijotés peuvent parfois avoir leur nom propre, comme chtitha à Alger.
Le tajine zitoun est un mets à base de viande et d'olives (zitoun).
Le tbanjia (طبنجية) ou sbanjia (سبنجية) est un tajine du terroir bônois autrefois cuit dans des zirs (jarres) ou faits-touts en terre cuite sous les cendres d'un feu de braise ou dans un trou creusé dans la terre. Une cocotte en terre cuite, une gargoulette ou une jarre peut servir à sa préparation.[réf. nécessaire]
La chtitha ou chtaïtha est une sorte de ragoût, un tajine spécifique préparé dans certaines régions d'Algérie.
Il existe en Algérie une variante de tajine populaire dans l'Atlas blidéen dite tadjine ferchetcha aussi appelée chtitha ferchetcha ou chtitha berchetcha ou chtetra, faite avec des champignons,.
Le tridet et tadjine est un tajine aux crêpes, préparé accompagné de poulet.
En Algérie orientale le tajine ou tadjine désigne un mets culinaire similaire au tajine tunisien, à savoir une sorte de terrine, quiche ou galette proche de la tortilla espagnole .

### Maroc
Le tajine marocain est un plat dont le récipient de préparation est appelé « tajine », c'est aussi un récipient de service en terre cuite, surmonté d'un couvercle souvent conique, triabgulaire (en forme de triangle), mais qui peut aussi être arrondi.
En arabe marocain (le darija local) gsaâ ou gsa' (variantes orthographiques : gsâa, gesâa ges'a, en alphabet de tchat arabe : ges3a) désigne les plats en en terre glaise cuite non vernissés ronds et grands, tandis que le ṭajin slawi (tajine slaoui) est le plat en terre cuite vernissée recouverts d'un couvercle pointu (conique) permettant de garder le plat au chaud. Traditionnellement les tajines vernissés sont essentiellement utilisés pour la présentation.
Les recettes de tajine varient en fonction des régions.
Il existe au Maroc des tajines aux légumes, des tajines avec diverses viandes : poulet, bœuf, mouton, agneau ou encore des tajines au poisson ou fruits de mer.
Au Maroc le citron confit (en darija marocain : حامض مصير ḥamd mṣeyer) est utilisé comme denrée de base dans le tajine le plus célèbre.
Au Maroc le tajine aux cardons (khorchef ou qennariya) est un mets fin, si fin qu'il est utilisé pour tester la qualité d'une nouvelle huile d'olive. 
Dans la région du Souss, les Soussis préparent parfois le tajine non pas avec de l'huile d'olive mais avec de l'huile d'argan typique de la coutume culinaire berbère locale, un tajine ancestral, qui est dit en berbère soussi ṭajin n udi n wargan et en darija ṭajin b zzit argan.
Il existe au Maroc un tajine au lapin (en arabe : tajin arnab ou ṭajin bel arnab, en berbère : ṭajin n wawtul ou ṭajin n weqnin)
Parmi les tajines préparés au Maroc l'on retrouve notamment : le tajine aux artichauts et aux fèves (ṭajin b lquq w lful), le tajine au potiron (ṭajin b ger'a ḥamra), etc. 

### Tunisie
Le tajine tunisien désigne un autre mets culinaire qui diffère beaucoup dans sa préparation, une sorte de terrine ou quiche proche de la tortilla. Leur nom de tajine vient du fait que, comme pour la terrine qui désigne à la fois un récipient et un mets culinaire, la préparation traditionnelle du tajine tunisien se faisait dans un plat en terre cuite.
Cependant avant de devenir une quiche ou terrine, la préparation du tajine tunisien commence par effectuer un ragoût, ce qui peut expliquer l'usage du mot tajine pour qualifier ce mets culinaire.
Le tajine tunisien est parfois servi en casserole.

### Libye
En Libye le mot ṭajin ne désigne pas à proprement parler un ustensile de cuisson à l'étouffée conique mais une casserole.
Le tajine libyen se distingue par son mélange inhabituel d'arômes : le carvi domine, sans toutefois prendre le dessus sur le citron, la cannelle, l'harissa et le persil.
De nos jours, le tajine libyen est généralement préparé en faisant cuire la viande ou le poulet dans une marmite, puis en l'ajoutant au reste des ingrédients dans un plat en pyrex. La méthode traditionnelle utilise une cocotte en terre cuite allant au four qui passe de la cuisinière au four (on l'envoyait autrefois à la boulangerie du quartier).
Parmi les tajines libyens on retrouve le 
ṭajin sfinari (طاجين سفيناري) dont sa variante aux olives dit ṭajin sfinari bil zaytun, et le ṭajin maḥshi (طاجين محشي), un ragoût aux saveurs libyennes qui peut être servi comme repas principal ou comme plat d'accompagnement, composé de divers légumes cuits à l'étouffée, tels que des poivrons, des tomates, des aubergines et des courgettes, remplis d'une combinaison de viande hachée, d'oignons, de riz et d'épices telles que le gingembre, les piments, la cannelle et le curcuma,.

## Ailleurs dans le monde
On retrouve des plats similaires ou proches des ragoûts maghrébins dans diverses régions du monde, entre autres dans le pourtour méditerranéen, sous les noms yakhni (یخنی) au Moyen-Orient, yahni et zeytinyağlı en Turquie, en Europe dans les Balkans où il prend le nom de jahni, et yahniya (яхния) en Bulgarie, Serbie et Macédoine, yachni (γιαχνί) et ladera ou lathera (λαδερά) en Grèce, guiso, guisado, estofado ou olla en Espagne, guisat en Catalogne, sukalki dans le Pays basque, stuffat à Malte, etc[citation nécessaire].